# Cyrodiil
Cyrodiil es una región ficiticia de la serie The Elder Scrolls, toma lugar en los videojuegos de Arena y Oblivion (del que es la localización principal). Esta provincia se encuentra en el centro de Tamriel y es el hogar de la raza humana denominada imperial. Es el centro del Imperio, que controla el resto de las provincias. Cyrodiil también se conoce como Heartland o la Provincia Imperial. 

## Geografía
Cyrodiil se divide en varias regiones, cada una con sus propias características arquitectónicas y climáticas: 
- The Nibenay Basin: también conocido como The Heartlands, consiste en el River Valley de Nibenay. Está una área sobre todo abierta, agrícola del donde los Imperiales de la región se alimentan. La Ciudad Imperial está situada en una isla en la base del río de Nibenay.
- The Great Forest: un área inmensa arbolada apenas al oeste de la Ciudad Imperial.
- The Colovian Highlands: una región montañosa, arbolada en la parte de Cyrodiil occidental. La ciudad de Chorrol se puede encontrar en esta región.
- The West Weald: está al oeste, es un campo abierto de Cyrodiil meridional, bien conocido por sus viñedos y granjas de tomate. La ciudad de Skingrad se localiza aquí.
- The Gold Coast: la línea de la costa occidental de Cyrodiil. Aparte de las tierras de labrantío ocasionales, la característica principal de la región es la ciudad de Anvil, una ciudad portuaria importante.
- Jerall Mountains: una gama de montañas en Cyrodiil norte, en la frontera de Skyrim. La ciudad de Bruma está aquí.
- Valus Mountains: una gama de montaña en Cyrodiil este en la frontera de Morrowind. La ciudad de Cheydinhal se localiza aquí.
- Blackwood: un pantano en Cyrodiil meridional al este de Leyawiin. Está a lo largo de la frontera de Ciénaga Negra (Black Marsh).

## Ciudades
Cyrodiil tiene varias ciudades. Aunque en la mayoría de las ciudades la gente tiene hogar, en todas las ciudades siempre habrá indigentes. Las ciudades se enlistan de: oeste a este y de norte a sur.

### Leyawiin
Esta ciudad se sitúa al sur de Bravil. Destaca por su clima húmedo y por una gran presencia de argonianos. Allí tiene su sede la Compañía Blackwood, que hace la competencia al Gremio de Luchadores. Sus habitantes tienen un nivel adquisitivo mediano-alto con excepción de los argonianos, que suelen ser mendigos en su mayoría.

### Anvil
La ciudad portuaria de Anvil es un lugar muy apartado del centro de la región. Se encuentra en Gold Coast, en la periferia. Pero a pesar de esto, es una ciudad muy viva e importante ya que ahí es donde llegan las embarcaciones de todos los lugares. La ciudad en si no es muy grande, pero cuenta con un pequeño lago interior. Una ciudad bastante importante para el Gremio de Ladrones. Lo que caracteriza a Anvil es su serie de casas a vista abandonadas y su construcción. La ciudad tiene dos partes, la parte de la ciudad y la zona del puerto: 

#### Parte interior
En la parte de la ciudad más que nada hay tiendas y viviendas. Los edificios que se pueden encontrar en la ciudad de Anvil son: Capilla de Dibella, Casa de Jesan Sextius, Casa de Jesan Sextius, Casa de Quill-Weave, Casa de Newhein el Portly, Las Armas del Conde, Casa de Arvena Thelas, Casa de Silgor Bradus, Casa Abandonada, Pacificadores de Morvayn, Gremio de Magos, Costa de Oro, Gremio de Luchadores, Casa de Heinrich, Oaken-Hull y Mansión de Benirus.

#### Parte del puerto
En la parte del puerto hay una larga pasarela de madera llena de barcos alrededor y bodegas. Los edificios que se pueden encontrar en el puerto de Anvil son: Bodega del Faro de Anvil, Casa de Ulfgar Ojo Nebuloso, Torre del Faro de Anvil, Patio del Castillo de Anvil, La Estela de la Serpiente, El Cuenco a Rebosar, Mercancía de Calidad de Lelles, Almacén del Puerto, El Fo´c´s´le y La Nave Marina Clarabella.

### Kvatch
Kvatch está entre Anvil y Chorrol. Ciudad destruida al comienzo de Oblivion por los Daedra. En la noche, una gran puerta a Oblivion se abrió, de donde salió la máquina de asedio y destruyó las murallas, lo que permitió a los Daedra entrar para así destruir las murallas para dejar entrar al ejército. Toda la ciudad fue destruida, muy pocos sobrevivieron al asedio. Algunos de los supervivientes se instalaron en la iglesia y los demás salieron de Kvatch e hicieron un campamento cerca de las puertas de la ciudad, donde se mantuvieron a salvo.

### Chorrol
La ciudad está ubicada en Great Forest, al noreste de Cyrodill. Su condesa es Arriana Valga. Chorrol es sede del Gremio de Luchadores, pues aquí vive el maestro. La mayor parte de Chorrol tiene una economía alta, a excepción de unos pocos residentes cuya economía es de clase baja.

### Skingrad
Una ciudad de aspecto singular. Está en West Weald, se encuentra entre la ciudad Imperial y Kvatch. Su conde es Janus Hassildor, gran aliado del Gremio de Magos. El conde, al igual que su esposa, es un vampiro. Toda la ciudad tiene una economía bastante alta. Hay una casa embrujada que está cerrada para el público. 

### Bruma
Se encuentra al norte de Cyrodiil, en las montañas Jerall. Su población está compuesta mayoritariamente de nórdicos. Su condesa es Narina Carvain. Es una ciudad muy fría, por lo que para los visitantes no acostumbrados resulta ser horrible. Bruma es una ciudad bastante agradable, todas las clases económicas tienen su representación. Los lugares de interés comercial están en el centro.  Esta ciudad es de gran importancia para la historia principal de Oblivion, pues aquí se lleva una de las batallas finales.

### Ciudad Imperial
Sede del Imperio, el Concilio y lugar de residencia del Emperador. Es una isla en el lago Rumare. Es la ciudad más grande de Cyrodiil, y tal vez de Tamriel. Es la capital de Cyrodiil. La Torre de Oro Blanco es el palacio Imperial, en Oblivion, debido a la muerte del emperador, el canciller Ocato, líder del Consejo, es quien está a cargo de regirla. Posee una red de alcantarillas tan grande como la propia ciudad, por donde normalmente transportan a los emperadores. La ciudad se divide en nueve distritos, cada uno dividido por su muralla, y la calle del Palacio tiene acceso a todos los distritos:

#### Arena
El distrito de la Arena es uno de los lugares más interesantes de la ciudad ya que allí se encuentra el gran Coliseo de la Arena. Es en este Coliseo donde el pueblo presencia los combates que pueden enfrentar a luchadores entre sí o a estos contra fieras. Estos espectáculos suelen acompañarse de sus correspondientes apuestas dirigidas a cada uno de los equipos participantes. Cualquier ciudadano puede participar en el Coliseo tanto en calidad de espectador como de combatiente. El coliseo ocupa la extensión total del distrito.

#### Jardín botánico
El distrito del Jardín Botánico de la Ciudad Imperial es una zona poco interesante, caracterizada por su bosque y abundante flora. Resulta remarcable la ausencia total de viviendas en este distrito.

#### Universidad Arcana
El distrito de la Universidad Arcana es un lugar muy importante, sobre todo para los magos. La Universidad Arcana es donde se reúnen todos los magos de Cyrodiil para hablar y también es donde se encuentran los mejores magos. La Universidad Arcana es donde se debe ir si quieres ser mago. Allí se enseña como en cualquier universidad.

#### Prisión
El distrito de la Prisión se caracteriza por contar con la mayor de las prisiones de Cyrodiil. Pese a que cada pueblo cuente con sus propias infraestructuras penitenciarias, las de la capital superan con mucho sus dimensiones redoblando además la vigilancia y calidad de las mismas.

#### Jardines élficos
El distrito de los Jardines Élficos es un lugar donde lo único que hay son muchas casas, viviendas y alguna taberna. Las casas y otras estructuras que hay son: Casa de Geen Jasaiin, Casa de Adrian Decanius, Casa de Dul Gro-Shug, Casa de Wumeek, Casa de Fathis Ules, Casa de Jastia Sintav, Casa de Lorkmir, Casa de Iniel Sintav, La Taberna del Rey y la Reina, Casa de Kastus Sintav, Pensión de Luther Broad, Casa de Herminia Cimna, Casa de Roderic Pierrane, Casa de Ra`Jhan, Casa de Dovyn Aren, Casa de Ida Vlinorman, Casa de Marinus Catiotus, Casa de Irene Metrick, Casa de Cyronin Sintav, Casa de la Guardia y Casa de Othrelos. 

#### Palacio
El distrito del Palacio de la Ciudad Imperial es la zona destinada a la residencia del Emperador de Cyrodiil. Toda el área presenta una importante presencia militar, reservándose la entrada a la élite civil. Entre sus instalaciones destaca por derecho propio la fabulosa y laureada biblioteca "Elders Scrolls", custodiada a su vez, por los monjes polillas.

#### Distrito del mercado
El Distrito del Mercado es un lugar especializado en compras. Es el mejor lugar para encontrar tiendas especializadas en todo. Se pueden encontrar desde librerías hasta joyerías y muchas tiendas más. Las tiendas que hay son: El Ingrediente Principal, Primera Edición, La Posada de los Mercaderes, Una Ocasión de Lucha, Joyería Diamante Rojo, El Monedero Abundante, Escudos del Muro de Piedra, Hechizos de Ocasión de Edgar, Bastones de Rindir, Mensajero del Caballo Negro, Mercancías Tres Hermanos, Tienda "Mejor que Nuevo" Jensine, Almacén, La Bolsa de Comida, Elegancia Divina, Centro de Comercio Místico, Golpe y Porrazo, La Garrafa Dorada, La Mejor Defensa y Oficina de Comercio Imperial.

#### Plaza de Talos
La Plaza de Talos es el lugar destinado al culto y memoria del dios Talos. Se trata de una zona mayoritariamente residencial. Las viviendas que constituyen su censo son: Casa de Samuel Bantien, Casa de Angelie, Casa de Ontus Vanin, Casa de Matthias Draconis, Sótano de Agarmir, Casa de Helvo Atius, Casa de Sevarius Atius, Casa de Areldil, Casa de Dorian, Casa de Claudius Arcadia, El Hotel de Tiber Septim, Casa de Jakben Imbel, Ciudad Isla, Casa de S`rathad, Casa de Ulen Athram, Mansión de Umbacano, Casa de Usheeja, Casa de Astinia Astius, Casa de Soris Arenim, Casa de Dynari Amnis, Casa de Thamriel, El Frasco Espumoso y Casa de Ra`jiradh

#### Waterfront
El distrito de Waterfront es el lugar donde se halla el puerto de la Ciudad Imperial, las oficinas comerciales y los almacenes. Es el lugar de atraque de los barcos de la zona. El índice de pobreza y miseria en la zona alimentan su fuerte índice de delincuencia convirtiéndola así en un área peligrosa. Los edificios que se pueden encontrar son: Almacén de la Cia. Comercial Imperial, Cubierta taberna de la Posada Flotante, Oficina Compañía de Comercio Imperial, Choza Abandonada, Pasillo, Casa de Methredhel, Choza de Kvinchal, Choza de Jair, Casa de Myuryna Arana, Casa en venta, Casa de Armand Christophe, Cabina del Capitán y Faro de Waterfront.

### Cheydinhal
Está al este de Cyrodiil, casi habitada por elfos oscuros y orcos. Su conde es Andel Indarys. Aunque haya casas muy bellas en Cheydinhal, la mayor parte de su población es de clase media y baja. Cheydinhal es la ciudad más importante para la Hermandad Oscura, pues aquí está su principal centro. La ciudad es conocida por sus rápidas monturas.

### Bravil
Ciudad al sur de Cyrodiil, de estilo tosco. Aquí reside una estatua muy importante para la Hermandad oscura. Su conde es Regulus Terentius. La mayor parte de Bravil tiene una economía baja. Por estar junto a Ciénaga Negra (Black Marsh), Bravil tiene un clima normalmente lluvioso, muy húmedo. 

## Historia
Fue inicialmente un asentamiento de los Ayleid, o elfos salvajes, y la Torre de Oro Blanco era su templo principal. Tras la insurrección de los humanos, antaño esclavos de los elfos, Cyrodiil fue paulatinamente conquistada por éstos, convirtiéndola en la cuna de la raza imperial. la región fue el centro de cuatro imperios, el de Alessia, el de Reman, el de Tiber Septim, cuyo penúltimo descendiente Uriel Septim VII tiene un papel fundamental en los cuatro primeros juegos de la serie, el Mede.
Su último Emperador fue Titus Mede II, de la dinastía coloviana Mede, asesinado en su propio barco por el Oyente de la Hermandad Oscura, durante los eventos de The Elder Scrolls V: Skyrim.